# 바이칼호고산밭쥐
바이칼호고산밭쥐(Alticola olchonensis)는 비단털쥐과에 속하는 설치류의 일종이다. 바이칼호의 올혼섬와 오고이 섬에서 주로 발견된다. 원래는 별도의 종으로 기재되었으나 1987년에 파블리노프(Pavlinov)와 로솔리모(Rossolimo)가 투바은색밭쥐의 아종으로 재분류했고, 1998년에 다시 별도의 종으로 분류되었다.